# A Triumph for Man
A Triumph for Man är det danska indierockbandet Mews debutalbum, utgivet 1997. Det återutgavs under hösten 2006 med en tillhörande bonusskiva.

## Låtlista
1. "Wheels Over Me" - 2:35
2. "Beautiful Balloon" - 4:29
3. "Wherever" - 5:57
4. "Panda" - 4:15
5. "Then I Run" - 3:56
6. "Life Is Not Distant" - 1:09
7. "No Shadow Kick" - 3:10
8. "Snowflake" - 3:31
9. "She Came Home for Christmas" - 4:54
10. "Pink Monster" - 0:49
11. "I Should Have Been a Tsin-Tsi (For You)" - 2:22
12. "How Things Turn Out to Be" - 0:45
13. "Web" - 4:38
14. "Coffee Break" - 4:38

Bonusskiva på 2006 års utgåva
1. "Studio Snippet # 1"
2. "Say You're Sorry (ATFM Session)"
3. "Beautiful Balloon (Acoustic)"
4. "Web (Demo)"
5. "Chinese Gun (Demo)"
6. "Studio Snippet # 2"
7. "I Should Have Been a Tsin-Tsi (For You) (Demo)"
8. "Wheels over Me (Demo)"
9. "Superfriends (Demo)"